# Lenguas tamánicas
Las lenguas tamánicas son un pequeño grupo de lenguas malayo-polinesias de Kalimantan (Borneo indonesio) de difícil clasificación, se ha conejturado que podrían estar relacionadas con las lenguas de Sulawesi meridional habladas en la vecina Sulawesi otros autores dejan estas lenguas como una rama independiente del malayo-polinesio nuclear. Las dos lenguas documentadas del grupo tamánico son:
- El Mbalo (Embaloh, incl. Kalis)
- El Taman (Taman Dayak)

La propuesta de que el mbalo podría estar emparentado más cercanamente con el buginés (Sulawesi meridional) fue propuesta por Adelaar y Himmelmann (2005).